# Portrait de Nicolaus Kratzer
Portrait de Nicolaus Kratzer est un tableau peint par Hans Holbein le Jeune en 1528. Il mesure 81,9 cm de haut sur 64,8 cm de large. Il est conservé au musée du Louvre à Paris.
Une copie de l'œuvre datant de la fin du XVIe siècle est conservée à la National Portrait Gallery à Londres.